# 琼·米罗基金会
琼·米罗基金会又譯胡安·米羅基金會，是一座纪念胡安·米羅的现代艺术博物館，位于西班牙加泰罗尼亚巴塞罗那蒙特惠奇山。建立基金会的想法是由胡安·米羅于1968年提出。胡安·米羅与他的朋友Joan Prats一起成立了基金会。该建筑由Josep Lluís Sert设计。